# Bang Bros
Bang Bros (estilizado como BangBros)  é um estúdio independente de filmes pornográficos que opera em Miami, Flórida, Estados Unidos. A rede agora pertence à WGCZ S.R.O., uma empresa checa sediada no distrito de Nové Město, em Praga,[3] que adquiriu a rede e seus sites associados em 2017. A rede inclui um total de trinta e dois websites, dos quais apenas dezoito deles estão ativos. Os mais antigos sites ativos são AssParade, BangBus, BigMouthfuls, BigTitsRoundAsses, MilfLessons, MonstersofCock e TugJobs. O Bang Bros é sobretudo conhecido pelas suas cenas no estilo de filmagem "gonzo".
Em 2007, o site gerou um total de vendas de 1,9 milhões de dólares.